# Vanyola
Vanyola je vesnice v Maďarsku v župě Veszprém, spadající pod okres Pápa. Nachází se asi 11 km severovýchodně od Pápy, 20 km jihovýchodně od Tétu, 38 km jihozápadně od Győru a 39 km severozápadně od Zircu. V roce 2015 zde žilo 522 obyvatel, z nichž 89,4 % tvoří Maďaři.
Vanyola se skládá ze tří částí, které kromě hlavní části Vanyola zahrnují i malé části Alsószalmavár a Pápanyőgér.
Vanyola leží na silnici 8306. Je přímo silničně spojena s obcemi Béb, Csót, Lovászpatona a Nagygyimót. Vanyola leží mezi potoky Gecsei a Csikvándi-Bakony, které se stékají a vlévají do řeky Marcal.
Ve Vanyole se nacházejí dva kostely, katolický kostel Bűnbánó Magdolna-templom a evangelický kostel. Část Pápanyőgér má však vlastní katolický kostel Szent István király-templom. Nachází se zde též hřbitov, hřiště, malý obchod a bufet.